# Sandro Mamukelashvili
Alexander «Sandro» Mamukelashvili (en georgiano: ალექსანდრე "სანდრო" მამუკელაშვილი; Nueva York, Nueva York, 23 de mayo de 1999) es un jugador de baloncesto con doble nacionalidad estadounidense y georgiana, que pertenece a la plantilla de los Toronto Raptors de la NBA. Con 2,06 metros de estatura, juega en la posición de pívot.

## Trayectoria deportiva

### Primeros años
Nacido en Nueva York, se trasladó con sus padres siendo un crío a Tiflis, Georgia. Su abuela, Ira Gabashvili, fue capitana de la selección femenina de baloncesto de la Unión Soviética, pero fue su hermano mayor David quien lo introdujo en el baloncesto, creciendo idolatrando a su compatriota Zaza Pachulia.
Con 14 años se trasladó a Biella, en Italia, donde jugó en las categorías inferiores del equipo de la ciudad, el Pallacanestro Biella. 
En 2016 regresó a Estados Unidos, para ingresar en la prestigiosa academia de baloncesto Montverde Academy, donde jugó con el también jugador profesional, RJ Barrett.

### Universidad
Jugó cuatro temporadas con los Pirates de la Universidad Seton Hall, en las que promedió 9,6 puntos, 5,7 rebotes y 1,6 asistencias por partido. En su última temporada fue elegido co-Jugador del Año de la Big East junto a Collin Gillespie y a Jeremiah Robinson-Earl de la Universidad de Vilanova. Ganó además el Premio Haggerty al mejor jugador del área metropolitana de Nueva York, logrando una mención especial de Associated Press en los galardones All-American.

#### Estadísticas
| Año     | Equipo     | PJ  | PT | MPP  | %TC  | %3P  | %TL  | RPP | APP | ROB | TPP | PPP  |
| ------- | ---------- | --- | -- | ---- | ---- | ---- | ---- | --- | --- | --- | --- | ---- |
| 2017–18 | Seton Hall | 34  | 0  | 9.6  | .471 | .296 | .600 | 1.9 | .5  | .2  | .5  | 2.6  |
| 2018–19 | Seton Hall | 34  | 34 | 29.2 | .437 | .301 | .612 | 7.8 | 1.6 | .6  | 1.2 | 8.9  |
| 2019–20 | Seton Hall | 20  | 18 | 26.1 | .540 | .434 | .658 | 6.0 | 1.4 | .5  | .6  | 11.9 |
| 2020–21 | Seton Hall | 27  | 27 | 35.6 | .434 | .336 | .714 | 7.6 | 3.2 | 1.1 | .6  | 17.5 |
| Total   | Total      | 115 | 79 | 24.4 | .459 | .339 | .663 | 5.7 | 1.6 | .6  | .7  | 9.6  |

### Profesional
Fue elegido en la quincuagésimo cuarta posición del Draft de la NBA de 2021 por los Indiana Pacers, pero fue inmediatamente traspasado a los Milwaukee Bucks, equipo con el que el 4 de agosto firmó un contrato dual que le permite jugar también en el filial de la G League, los Wisconsin Herd.
En el trascurso de su segundo año en Milwaukee, el 1 de marzo de 2023, es cortado por los Bucks. El 3 de marzo firma hasta final de temporada con San Antonio Spurs.
El 1 de julio de 2023 firma una extensión de contrato con los Spurs por un año y $2 millones.
En julio de 2024 renueva con los Spurs por una temporada.
El 4 de julio de 2025 firma con Toronto Raptors.

### Selección nacional
En septiembre de 2022 disputó con el combinado absoluto georgiano el EuroBasket 2022, finalizando en vigesimoprimera posición.
Durante agosto y septiembre de 2023 fue integrante de la selección de Georgia que participó en el Mundial de 2023 celebrado en Asia, y que finalizó en decimosexto lugar.

## Estadísticas de su carrera en la NBA

### Temporada regular
| Año     | Equipo      | PJ  | PT | MPP  | %TC  | %3P  | %TL  | RPP | APP | ROB | TPP | PPP  |
| ------- | ----------- | --- | -- | ---- | ---- | ---- | ---- | --- | --- | --- | --- | ---- |
| 2021-22 | Milwaukee   | 41  | 3  | 9.9  | .496 | .423 | .818 | 2.0 | .5  | .2  | .2  | 3.8  |
| 2022-23 | Milwaukee   | 24  | 0  | 9.0  | .328 | .219 | .667 | 2.3 | .7  | .2  | .2  | 2.4  |
| 2022-23 | San Antonio | 19  | 7  | 23.3 | .453 | .343 | .692 | 6.8 | 2.4 | .5  | .4  | 10.8 |
| 2023-24 | San Antonio | 46  | 5  | 9.8  | .471 | .297 | .735 | 3.2 | 1.1 | .2  | .3  | 4.1  |
| 2024-25 | San Antonio | 61  | 0  | 11.2 | .502 | .373 | .741 | 3.1 | .8  | .4  | .3  | 6.3  |
| Total   | Total       | 191 | 15 | 11.5 | .471 | .348 | .731 | 3.1 | .9  | .3  | .3  | 5.2  |